# Stoichedon

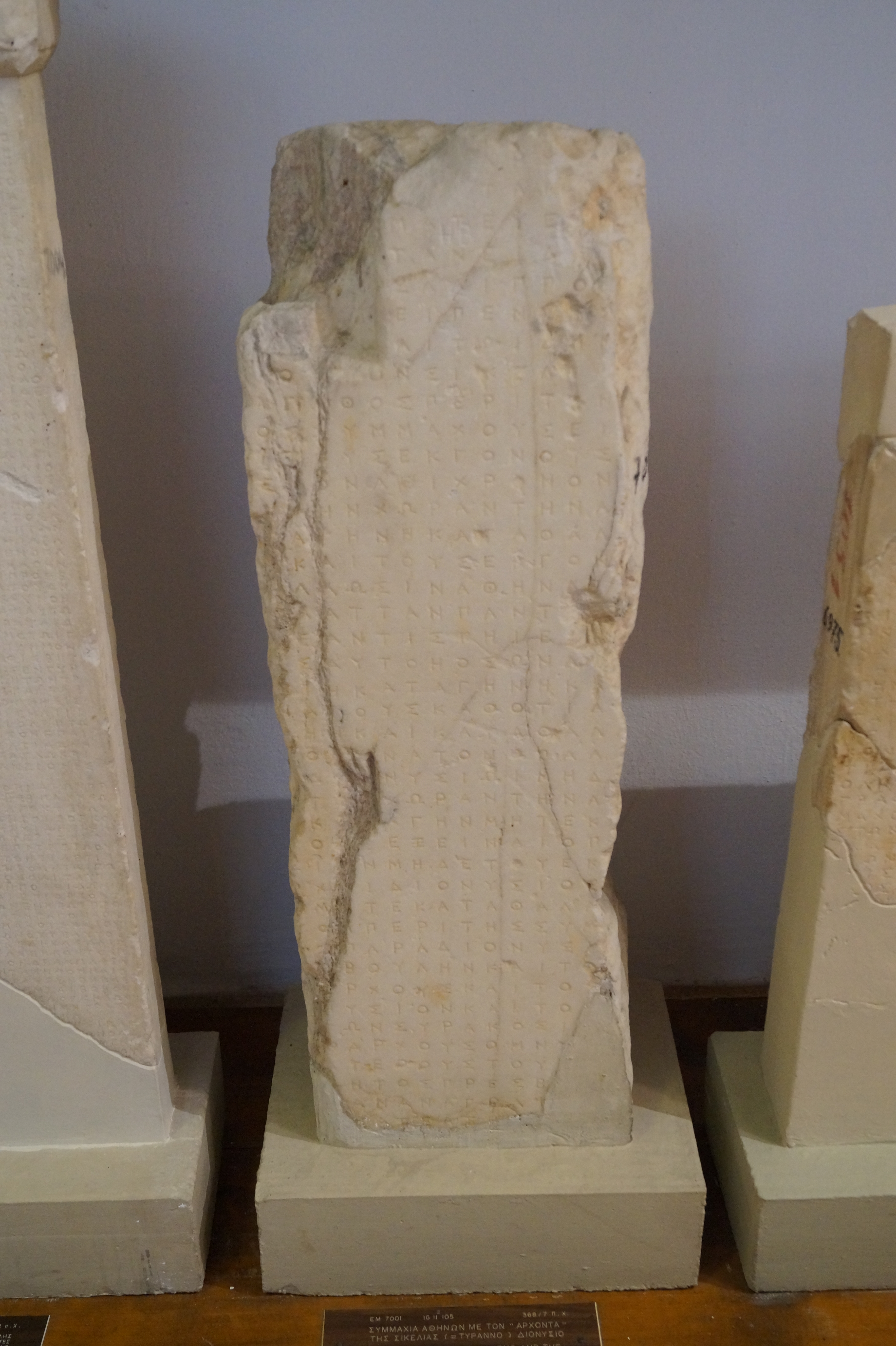
Marmorinschrift IG II² 105, Stoichedonstil, 368/7 v. Chr.

Stoichedon (altgriechisch στοιχηδόν = in einer Reihe, in einer Linie, nebeneinander oder hintereinander) bezeichnet eine bestimmte Art der Anordnung der Buchstaben bei altgriechischen Inschriften. Hierbei sind die Buchstaben wie in einem Raster angeordnet. Jede Zeile besteht aus der gleichen Anzahl Buchstaben. Die Buchstaben der folgenden Zeilen sind genau unter denen der vorhergehenden angeordnet. Es gibt weder Trennzeichen noch größere Abstände zwischen Wörtern und auch das Satzende wird nicht angezeigt. Wörter, die zu lang waren, wurden in der folgenden Zeile fortgeführt.

## Geschichte
Im 6. Jahrhundert v. Chr. setzte sich in Griechenland nach und nach die Schreibrichtung von links nach rechts durch. In diesem Zuge kam im zweiten Halbjahr des 6. Jahrhunderts v. Chr. der Stoichedonstil auf. Die ältesten Beispiele sind die Kore Phrasikleia und das Dekret von Salamis. Nur für sehr wenige Inschriften im Stoichedonstil wurde das Bustrophedon verwendet. Im 5. Jahrhundert v. Chr. nach den Perserkriegen wurde Stoichedon in Athen die bevorzugte Art Inschriften zu verfassen und erst Anfang des 3. Jahrhunderts v. Chr. kam man allmählich davon wieder ab. Um 230 v. Chr. wurde der Stil schließlich komplett aufgegeben. Auch an anderen Orten fand man Inschriften im Stoichedonstil, doch scheint dies meist auf Zeiten während denen man sich in attischer Abhängigkeit befand beschränkt zu sein.
Um die Ausrichtung der Zeichen zu erleichtern wurden vertikale Hilfslinie auf den Stein gezeichnet. Hierfür wurde oftmals Kreide verwendet. Manchmal wurden sie auch in den Stein geritzt und sind heute noch sichtbar.
Die Texte im Stoichedon haben ein ästhetisches Schriftbild, sind jedoch wegen des Fehlens von Trennzeichen schwierig zu lesen. Das System kann jedoch helfen wenn Inschriften beschädigt sind den ursprünglichen Text zu rekonstruieren, da die Anzahl der fehlenden Buchstaben ermittelt werden kann. Gelegentlich kam es jedoch auch zu Abweichungen von dem System. So wurden ein oder mehrere Leerstellen zwischen  Zeichenfolgen, vor allem bei Eigennamen und Zahlen, gelassen. Auch wenn Wörter vor dem Zeilenende endeten wurden manchmal Leerfelder gelassen und das nächste Wort in der folgenden Zeile begonnen. Solche Unregelmäßigkeiten traten vor allem ab 300 v. Chr. auf.
Bei Schreibfehlern wurden oftmals auch Zeichen zwischen zwei regulär angeordneten Buchstaben ergänzt. Es konnte auch zum Wechsel der Zeilenlänge oder dem Abstand zwischen Zeichen kommen, so dass sich die Anzahl der Zeichen pro Zeile änderte.